# Toddy O'Sullivan
Toddy O'Sullivan (8 novembre 1934 - 12 décembre 2021) est un homme politique du Parti travailliste irlandais qui est seize ans Teachta Dála (TD) pour les circonscriptions de Cork et pendant cinq ans ministre adjoint. Il est également lord-maire de Cork de 1980 à 1981.

## Biographie
Originaire du quartier de Barrack Street, dans le sud du centre-ville de Cork, O'Sullivan fait ses études à la Greenmount National School avant de devenir commis des postes.
Membre du conseil municipal de Cork, O'Sullivan est lord-maire de Cork pour le mandat de 1980 à 1981. O'Sullivan se présente pour la première fois comme candidat au Dáil Éireann lors de l'élection partielle du 7 novembre 1979 dans la circonscription de Cork City, à la suite du décès du député travailliste Patrick Kerrigan. L'élection partielle est remportée par Liam Burke du Fine Gael, mais O'Sullivan réussit sa tentative suivante, lorsqu'il domine le scrutin aux élections générales de 1981 dans la nouvelle circonscription de Cork North-Central.
Il est réélu aux cinq élections générales suivantes, passant en 1987 à Cork South-Central, avant de perdre son siège aux élections générales de 1997. Il se présente de nouveau à l'élection partielle du 23 octobre 1998 dans le centre-sud de Cork après le décès du député du Fine Gael, Hugh Coveney, mais le siège est remporté par le fils de Coveney, Simon Coveney.
En février 1986, il est nommé ministre d'État au ministère de l'Environnement. Avec les autres ministres travaillistes, il démissionne le 20 janvier 1987 pour protester contre les réductions proposées dans les dépenses de santé, provoquant l'effondrement de la coalition.
Six ans plus tard, après que les élections générales de 1992 aient conduit à une coalition avec le Fianna Fáil, O'Sullivan devient président du comité des entreprises et de la stratégie économique du Dáil. Après l'effondrement de ce gouvernement et son remplacement par la Coalition arc-en-ciel avec la gauche démocratique, le Fine Gael, et le Parti travailliste, le Taoiseach John Bruton le nomme en décembre 1994 ministre d'État au ministère du Tourisme et du Commerce, poste qu'il occupe jusqu'au retour du Fianna Fáil au pouvoir aux élections générales de 1997.
O'Sullivan est décédé le 12 décembre 2021, à l'âge de 87 ans,,.